# Sipokno
Sipokno (macedónul: Шипокно) település Észak-Macedóniában, a Délnyugati körzet Ohridi járásában.

## Népesség
| Lakosok száma | 80   | 103  | 109  | 153  | 119  | 212  | 5    | 117  |
|               | 1948 | 1953 | 1971 | 1981 | 1991 | 1994 | 2002 | 2021 |

2002-ben 5 lakosa volt, akik mindannyian macedónok.